# Gante-Wevelgem sub-23
A Gante-Wevelgem sub-23 (oficialmente: Gent-Wevelgem/Kattekoers-Ieper), é uma corrida profissional de ciclismo de estrada de um dia que se realiza em Bélgica, foi criada no 1934 e desde o ano 2016 faz parte da categoria 1.ncup (categoria do profissionalismo pontuável para a Copa das Nações UCI).

## História
Em 1934, o Clube royal de cyclisme yprois criou uma corrida entre Gand e Ypres para corredores de categoria júnior. O nome da corrida foi a « trois villes de beffroi », pois o percurso passava pelas cidades de Gand-Bruges-Ypres. Essa corrida durou sete edições de 1934 a 1939 e em 1946. Em 1947 converteu-se numa corrida de categoria para independentes, depois em 1948 foi para corredores amadoras.
Em 1949, converteu-se na Kattekoers (em francês: Course des Chats). Em 1958 a corrida foi anulada devido à neve caída ao longo do percurso entre Ypres e Heuvelland.
Desde 2011 até 2015, a corrida fez parte do UCI Europe Tour, dentro da categoria 1.2 (última categoria do profissionalismo). A partir da temporada de 2016 a corrida foi renomeada e passo à categoria 1.ncup (pontuável também para a Copa das Nações UCI sub-23).

## Palmarés

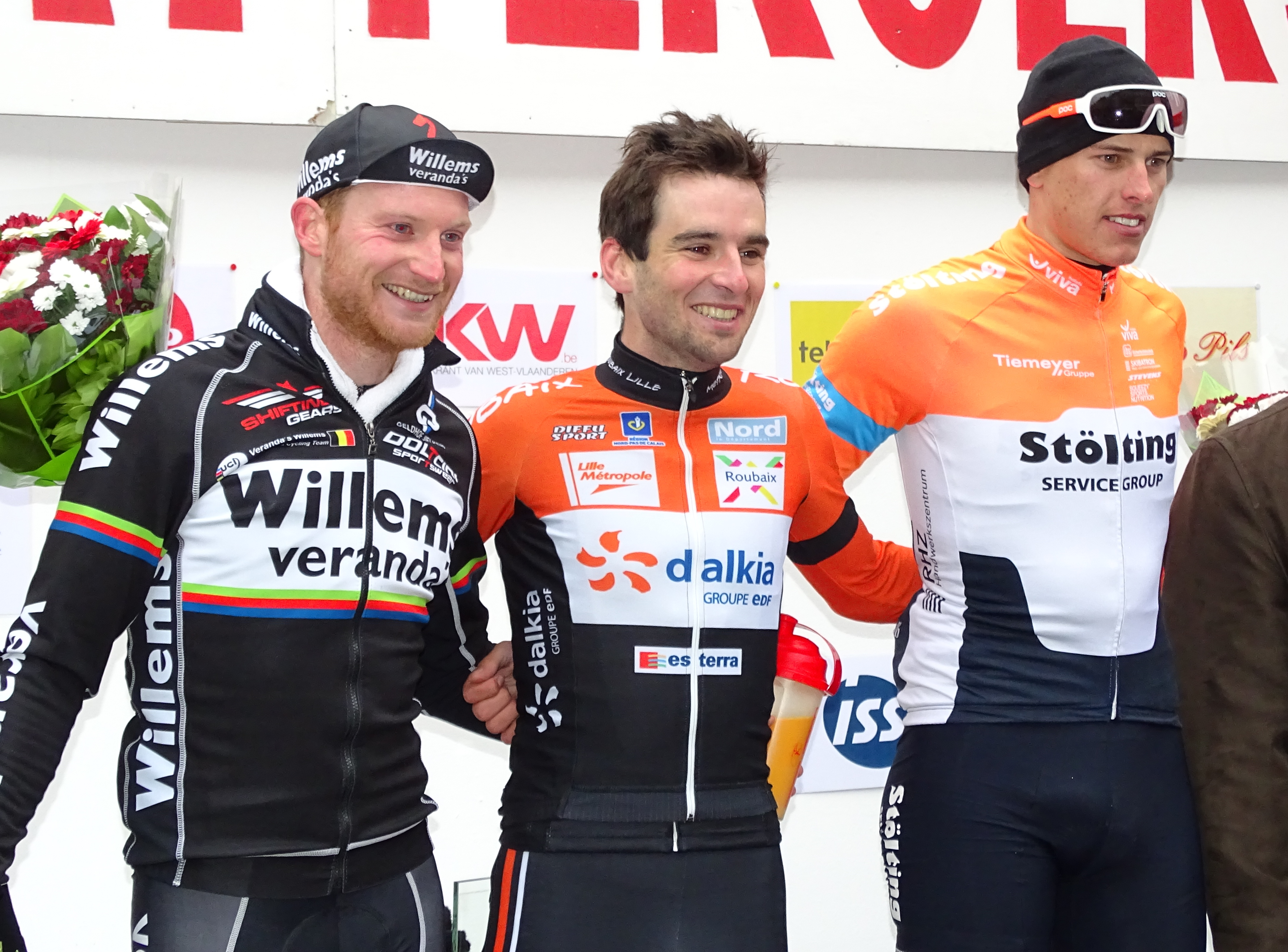
Kattekoers 2015 : Joeri Calleeuw (2), Baptiste Planckaert (1) & Nils Politt (3).

Em amarelo: edição amador.
| Ano                            | Ganhador               | Segundo                | Terceiro              |
| Trois villes de beffroi        |                        |                        |                       |
| ------------------------------ | ---------------------- | ---------------------- | --------------------- |
| 1934                           | Alfons Ghesquiere      |                        |                       |
| 1935                           | Philémon De Meersman   |                        |                       |
| 1936                           | Marcel Meerenhout      |                        |                       |
| 1937                           | Marcel Kint            |                        |                       |
| 1938                           | Alois Delchambre       | André Declerck         | Roger Cnockaert       |
| 1939                           | Leon Kint              | André Declerck         | Georges De Cnock      |
| 1946                           | Leopold Verhaegen      | Marcel Dierkens        | T. Delaere            |
| 1947                           | Omer Porte             | Marcel De Mulder       | Maurice Blomme        |
| 1948                           | Gerard Deschacht       | Roger Decock           | Alfons Vandenbrande   |
| Kattekoers                     |                        |                        |                       |
| 1949                           | Maurice Joye           | Alois Van Steenkiste   | Roger Derous          |
| 1950                           | Gentiel Vermeersch     | Joseph Van Coillie     | Roger Vuylsteke       |
| 1951                           | André Noyelle          | Gilbert Desmet         | Georges De Cnock      |
| 1952                           | Joseph Parmentier      | Lucien Victor          | Daan de Groot         |
| 1953                           | Albert Eloot           | Gaston Rebry           | Raphael Ghisquiere    |
| 1954                           | Emiel Van Cauter       | Norbert Kerckhove      | Piet Van Der Lijke    |
| 1955                           | Josef Verhelst         | Gabriel Apaga          | Julien Schepens       |
| 1956                           | Piet De Jongh          | Rene Pavard            | Jan Groot             |
| 1957                           | Rene Muylle            | Ab Geldermans          | Coen Niesten          |
| 1959                           | Willy Van Den Broeck   | Louis Van Huyck        | Valeer Schmidt        |
| 1960                           | Robert Lelangue        | Eric Callens           | Ab Sluis              |
| 1961                           | Gilbert Lingier        | Andre De bal           | Ernest Dumez          |
| 1962                           | Willy Stevens          | Louis Baudeweijns      | Robert D`Hert         |
| 1963                           | Jos Spruyt             | Joseph Timmerman       | Desire Van De Voorde  |
| 1964                           | Herman Van Loo         | Jan Monteyne           | Jan Fransen           |
| 1965                           | Noël Van Clooster      | Gérard David           | Andre Planckaert      |
| 1966                           | Leio Van Dam           | Andre Poppe            | Jozef Leonard         |
| 1967                           | Jos Van Mechelen       | Eric Leman             | Jean-Marie Sohier     |
| 1968                           | Georges Claes          | Jos Schoeters          | Noël Vantyghem        |
| 1969                           | Emiel Cambre           | Roland Callewaert      | Eddy Voet             |
| 1970                           | Ludo Van Der Linden    | Willy Van Mechelen     | Frans Verhaegen       |
| 1971                           | Theophile Dockx        | Daniel Moenaert        | René Dillen           |
| 1972                           | Jose Vanackere         | Gerry Catteeuw         | Ludo Delcroix         |
| 1973                           | René Dillen            | Eric Van Lent          | Marcel Laurens        |
| 1974                           | Florent Van Hooydonck  | Willem Peeters         | Andre Liekens         |
| 1975                           | Franky De Gendt        | Leio Van Thielen       | Emiel Gijsemans       |
| 1976                           | Paul Clinckaert        | Eddy Vanhaerens        | Pieter Verhaege       |
| 1977                           | Fons De Wolf           | Dirk Heirweg           | Eric Thoelen          |
| 1978                           | Walter Schoonjans      | Fons De Wolf           | Daniel Willems        |
| 1979                           | Eddy Planckaert        | Etienne De Wilde       | Werner Devos          |
| 1980                           | Eddy Planckaert        | Patrick Vermeulen      | Jan Jonkers           |
| 1981                           | Jozef Lieckens         | Marc Sergeant          | Luc Meersman          |
| 1982                           | Rudy Delehouzee        | Hans D`Haese           | Jan Blomme            |
| 1983                           | Frank Verleyen         | Marc Van Laer          | Stefan Aerts          |
| 1984                           | Patrick Verplancke     | Edwin Bafcop           | Rudy De Keyser        |
| 1985                           | Patrick Verplancke     | Jan Goessens           | Willy Willems         |
| 1986                           | Walter Van Den Branden | Frank Francken         | Rudy Van Der Haegen   |
| 1987                           | Johnny Dauwe           | Johan Devos            | Koen Vekemans         |
| 1988                           | Patrick Hendrickx      | Sammy Moreels          | Jan Mattheus          |
| 1989                           | Chris Lefever          | Reginald Van Damme     | Harry Lodge           |
| 1990                           | Claude De Bodt         | Didier Priem           | Peter Farazijn        |
| 1991                           | Daniel Verelst         | Dominique Kinds        | Hans De Clercq        |
| 1992                           | Niko Eeckhout          | Stefan Sels            | Hans De Clercq        |
| 1993                           | Stefaan Vermeersch     | Rufin Desmet           | Patrick Kops          |
| 1994                           | Robbie Vandaele        | Danny In't Vêem        | Arvis Piziks          |
| 1995                           | Yvan Segers            | Mario Aerts            | Danny Van Looy        |
| 1996                           | Jurgen Vermeersch      | Juris Silovs           | Dennis Moons          |
| 1997                           | Karel Vereecke         | Marc Lotz              | Yvan Segers           |
| 1998                           | Coen Boerman           | Danny Dierckx          | Koen Scherre          |
| 1999                           | Kevin Hulsmans         | Ronald Mutsaars        | Frédéric Amorison     |
| 2000                           | Bert De Waele          | Mark Vlijm             | Davy Huybrechts       |
| 2001                           | Stefaan Vermeersch     | Koen Dás               | Gert Steegmans        |
| 2002                           | Sean Sullivan          | Stefaan Vermeersch     | Roel Egelmeers        |
| 2003                           | Kenny Lisabeth         | Koen Barbé             | Jurgen Van den Broeck |
| 2004                           | Stefaan Vermeersch     | Jurgen Vermeersch      | Claude Pauwels        |
| 2005                           | Frank Van Kuik         | Rik Kavsek             | Kevin Desmedt         |
| 2006                           | Greg Van Avermaet      | Ward Bogaert           | Nikolas Maes          |
| 2007                           | Sébastien Delfosse     | Kenny Van Der Schueren | Pieter Vanspeybrouck  |
| 2008                           | Ken Vanmarcke          | Sep Vanmarcke          | Gaëtan Bille          |
| 2009                           | Sander Armée           | Baptiste Planckaert    | Sep Vanmarcke         |
| 2010                           | Frédérique Robert      | Davy De Scheemaeker    | Jens Debusschere      |
| 2011                           | Jonas Van Genechten    | Benjamin Verraes       | Frédéric Amorison     |
| 2012                           | Roy Jans               | Steele Von Hoff        | Marco Minnaard        |
| 2013                           | Jérôme Baugnies        | Alphonse Vermote       | Tom Dernies           |
| 2014                           | Łukasz Wiśniowski      | Gaëtan Bille           | Boris Dron            |
| 2015                           | Baptiste Planckaert    | Joeri Calleeuw         | Nils Politt           |
| Gent-Wevelgem/Kattekoers-Ieper |                        |                        |                       |
| 2016                           | Mads Pedersen          | Anders Skaarseth       | Gabriel Cullaigh      |
| 2017                           | Jacob Hennesy          | Ian Garrison           | Rasmus Tiller         |
| 2018                           | Žiga Jerman            | Jake Stewart           | Mathieu Burgaudeau    |
| 2019                           | Jonas Rutsch           | Andreas Leknessund     | Jens Reynders         |

## Palmarés por países
| País          | Vitórias |
| ------------- | -------- |
| Bélgica       | 70       |
| Países Baixos | 3        |
| Austrália     | 1        |
| Polónia       | 1        |
| Dinamarca     | 1        |
| Reino Unido   | 1        |
| Eslovênia     | 1        |
| Alemanha      | 1        |